# NGC 6738
NGC 6738 is een open sterrenhoop in het sterrenbeeld Arend. Het hemelobject werd op 29 juli 1829 ontdekt door de Britse astronoom John Herschel.

## Synoniemen
- OCL 101